# Toyota Corolla WRC
Toyota Corolla WRC – samochód WRC konstrukcji Toyoty oparty na modelu Corolla. Używany był podczas Rajdowych Mistrzostw Świata 1997–1999 przez zespół Toyota Team Europe. Samochód bazował konstrukcyjnie na Toyocie Corolli model E110 i na Toyocie Celice 2.0 Turbo 4x4..
Samochód zadebiutował podczas Rajdowych Mistrzostw Świata 1997 w Rajdzie Finlandii. W sezonie 1998 Toyota zdobyła Mistrzostwo Producentów.
Kierowcy Corolli (Carlos Sainz i Didier Auriol) cztery razy odnieśli zwycięstwa: Rajd Nowej Zelandii 1998, Rajd Hiszpanii 1998, Rajd Monte Carlo 1998 i Rajd Chin 1999, trzydzieści razy zaś stawali na podium.

## Zwycięstwa wWRC
| Nr | Rajd                     | Sezon | Kierowca      | Pilot          |
| -- | ------------------------ | ----- | ------------- | -------------- |
| 1  | Rajd Monte Carlo 1998    | 1998  | Carlos Sainz  | Luis Moya      |
| 2  | Rajd Hiszpanii 1998      | 1998  | Didier Auriol | Denis Giraudet |
| 3  | Rajd Nowej Zelandii 1998 | 1998  | Carlos Sainz  | Luis Moya      |
| 4  | Rajd Chin 1999           | 1999  | Didier Auriol | Denis Giraudet |

## Dane techniczne
Silnik:
- R4 2,0 l (1972 cm³), 4 zawory na cylinder, DOHC
- Turbodoładowanie Toyota CT20
- Układ zasilania: elektroniczny wtrysk paliwa
- Średnica cylindra × skok tłoka: 85,44 × 86,0 mm
- Stopień kompresji: 8,5:1
- Moc maksymalna: 299 KM (221 kW) przy 5700 obr./min
- Maksymalny moment obrotowy: 510 N•m od 4000 obr./min

Przeniesienie napędu:
- Permanentny napęd na cztery koła
- Rozdział mocy (tył/przód): 50/50
- Skrzynia biegów: 6-biegowa manualna sekwencyjna X-Track, siedmiotarczowe sprzęgło węglowe

Pozostałe:
- Hamulce przód: wentylowane hamulce tarczowe, zaciski 4-tłoczkowe, śr. tarcz 295/343/370 mm
- Hamulce tył: wentylowane hamulce tarczowe, zaciski 4-tłoczkowe, śr. tarcz 295 mm
- Hamulec pomocniczy: hydrauliczny
- Zawieszenie przód: kolumny MacPhersona